# Азиньяга
Азиньяга (порт. Azinhaga) — район (фрегезия) в Португалии, входит в округ Сантарен. Является составной частью муниципалитета Голеган. По старому административному делению входил в провинцию Рибатежу. Входит в экономико-статистический субрегион Лезирия-ду-Тежу, который входит в Алентежу. Население составляет 1817 человек на 2001 год. Занимает площадь 38,04 км².